# Parafia św. Jana Chrzciciela w Bratkowicach
Parafia św. Jana Chrzciciela w Bratkowicach – parafia rzymskokatolicka znajdująca się w diecezji rzeszowskiej w dekanacie Rzeszów Zachód.
Erygowana w 1934 (objęła całą gminę Bratkowice, wydzieloną z parafii w Mrowli).